# Ty Panitz
Ty Panitz (sinh ngày 19/4/1999) là một diễn viên điện ảnh Mỹ. Cậu diễn xuất lần đầu với vai Ethan Beardsley trong phim Yours, Mine and Ours (2005). Các vai khác của cậu gồm có Woody Forrester trong How to Eat Fried Worms.
Panitz đã diễn trong sê ri truyền hình Bones, trong các tập "The Man in the Fallout Shelter", "The Mother and Child in the Bay", "The Man in the Cell", "The Santa in the Slush", "The Finger in the Nest", "The Bone That Blew", "The Beautiful Day in the Neighborhood", "The Beginning in the End", "The Mastodon in the Room", "The Twisted Bones in the Melted Truck", và "The Warrior in the Wuss" vai con trai của Special Agent Seeley Booth, Parker. Gần đây, Ty diễn trong Stolen Lives và Santa Buddies.

## Danh sách phim
| Năm       | Tựa                                | Vai                    | Ghi chú                                       |
| --------- | ---------------------------------- | ---------------------- | --------------------------------------------- |
| 2005      | Yours, Mine and Ours               | Ethan Beardsley        |                                               |
| 2006      | The Angriest Man in Suburbia       | Mikey "Michael"        |                                               |
| 2006      | How to Eat Fried Worms             | Woody "Wood" Forrester |                                               |
| 2006      | ER                                 | Hot Wheels Boy         | Loạt phim truyền hình (Tập: "Jigsaw")         |
| 2006      | Leoni                              | Voice replacement      | Phim ngắn                                     |
| 2006      | Happy Feet                         | ADR                    |                                               |
| 2006-nay  | Bones                              | Parker Booth           | Vai phụ                                       |
| 2007      | Because I Said So                  | Lionel Dresden         |                                               |
| 2007      | Bridge to Terabithia               | ADR                    |                                               |
| 2007      | Mr. Magorium's Wonder Emporium     | ADR                    |                                               |
| 2007      | National Treasure: Book of Secrets | ADR                    |                                               |
| 2008      | 'Til Death                         | Boy                    | Loạt phim truyền hình (Tập: "Snip/Duck")      |
| 2008      | The Company Man                    | Voice replacement      | Phim ngắn                                     |
| 2009      | Santa Buddies                      | Mud Bud the Dog        | Lồng tiếng                                    |
| 2009      | Stolen Lives                       | Tom Adkins Jnr.        |                                               |
| 2009      | NCIS                               | Younger Boy            | Loạt phim truyền hình (Tập: "Child's Play")   |
| 2010      | Players                            | Kid                    | Loạt phim truyền hình (Tập: "Barb's Husband") |
| 2010–2011 | Are You Smarter Than a 5th Grader? | chính mình             |                                               |
| 2011-2012 | CSI: Miami                         | Austin North           | Loạt phim truyền hình                         |

## Game video
| Năm  | Game                          | Giọng      | Ghi chú                 |
| ---- | ----------------------------- | ---------- | ----------------------- |
| 2010 | Kingdom Hearts Birth by Sleep | Young Riku | Vai video game đầu tiên |